# Goudlichtmot
De goudlichtmot (Selagia argyrella) is een vlinder uit de familie snuitmotten (Pyralidae). De wetenschappelijke naam van de soort werd als Tinea argyrella in 1775 gepubliceerd door Michael Denis & Ignaz Schiffermüller. In 1890 wees George Duryea Hulst de soort aan als typesoort van het geslacht Selagia Hübner, 1825.
De soort komt voor in Europa.